# Савинки (Орловская область)
Савинки — деревня в Урицком районе Орловской области России.
Входит в состав Архангельского сельского поселения.

## География
Расположена южнее деревни Радомль на правом берегу речки Радомка, впадающей в реку Лубна. Западнее деревни проходит железная дорога.
В Радомле имеется одна улица — Савинская.

## Население
| 2010 |
| ---- |
| 1    |